# Langston (Alabama)
Langston es un pueblo ubicado en el condado de Jackson en el estado estadounidense de Alabama. En el censo de 2000, su población era de 254.

## Demografía
En el 2000 la renta per cápita promedia del hogar era de $ 33.333$, y el ingreso promedio para una familia era de 42.344$. El ingreso per cápita para la localidad era de 16.266$. Los hombres tenían un ingreso per cápita de 26.750$ contra 29.375$ para las mujeres.

## Geografía
Langston está situado en 34°32′5″N 86°4′56″O / 34.53472, -86.08222 (34.534817, -86.082169)
Según la Oficina del Censo de los EE. UU., la ciudad tiene un área total de 8.27 millas cuadradas (21.43 km²).